# Mhow
Mhow (en hindi: महूँ ) es una localidad de la India en el distrito de Indore, estado de Madhya Pradesh.

## Geografía
Se encuentra a una altitud de 581 m s. n. m. a 222 km de la capital estatal, Bhopal, en la zona horaria UTC +5:30.

## Demografía
Según estimación 2010 contaba con una población de 97 368 habitantes.